# Wikipotovanje
Wikipotovanje (angleško Wikivoyage) je spletni popotniški vodnik, osnovan na sistemu wiki, ki ga ustvarjajo prostovoljni pisci z vsega sveta. Ime je sestavljeno iz besed »Wiki« (program, ki omogoča uporabnikom prosto urejanje vsebin) in »Voyage«, francoske besede za potovanje. Z njim upravlja Fundacija Wikimedia, ki je krovna organizacija za Wikipedijo in sorodne projekte zbiranja in razširjanja prosto dostopnega znanja.

## Značilnosti
Kot Wikipedija tudi Wikipotovanje temelji na prosti programski opremi MediaWiki. Je odprt wiki, kar pomeni, da lahko vsebino spreminjajo registrirani ali neregistrirani uporabniki, ki lahko po želji ostanejo anonimni.
Zbira popotniške vodiče po različnih geografskih območjih, ki so urejena hierarhično od celin do posameznih mestnih predelov in narodnih parkov, poleg njih pa še itinerarje z opisi poti, sezname pogostih fraz v različnih svetovnih jezikih in članke o splošnih popotniških temah, npr. kolesarstvu.
Vsebina je objavljena pod prosto licenco Creative Commons Priznanje avtorstva-Deljenje pod enakimi pogoji (CC-BY-SA). Konec 2012 je bila na voljo v sedmih jezikih: angleščini, francoščini, nemščini, italijanščini, nizozemščini, ruščini in švedščini, do uradnega zagona januarja 2013 pa dodatno še v portugalščini ter španščini.

## Zgodovina
Nemško združenje Wikivoyage e.V. je ustanovilo projekt septembra 2006, 10. decembra istega leta so bile spletne strani na razpolago uporabnikom. Italijansko različico so zagnali točno eno leto kasneje, in sicer 10. decembra 2007.
Projekt, ki je podoben prej obstoječemu Wikitravelu, je nastal kot vzporednica nemški različici Wikitravela zaradi nezadovoljstva nekaterih uporabnikov nad prodajo projekta ameriškemu podjetju Internet Brands, ki se ukvarja z elektronskim poslovanjem. Nezadovoljstvu sta botrovala začetek trženja oglasnega prostora na spletišču in odnos novega vodstva do skupnosti.
Leta 2012 so še aktivni urejevalci angleškega dela Wikitravela izrazili željo po ponovni združitvi obeh skupnosti pod novim okriljem. Sodelovanje so predlagali Fundaciji Wikimedia, ki je s soglasjem svoje skupnosti odobrila nov projekt. Kopija podatkovne baze Wikitravela (vključno z večpredstavnostno vsebino) je bila skladno z določili licence Creative Commons 10. novembra 2012 prenesena na strežnike Fundacije Wikimedia in postala osnova za novo inkarnacijo projekta, ki je od takrat v fazi testiranja. Podjetje Internet Brands je sprva izrazilo pripravljenost sodelovati s Fundacijo in soupravljati Wikitravel kot »delno komercialno spletišče«, kar je Fundacija zavrnila, saj je njen temeljni cilj širjenje prostega znanja. Nato je reagiralo z oteževanjem kopiranja podatkov in tožbo proti dvema akterjema prehoda pod okrilje Fundacije, z utemeljitvijo, da zlorabljata njihovo blagovno znamko in povzročata finančno škodo. Fundacija je odgovorila s predlogom sodišču naj zavrže tožbo kot zlonameren poskus onemogočanja zakonitih aktivnosti. Kalifornijsko okrožno sodišče je 19. novembra 2012 tožbo podjetja Internet Brands zavrglo. Projekt Wikipotovanje je uradno začel delovati 15. januarja 2013.